# 斯凱拉鄉 (戈爾日縣)
45°10′N 23°18′E / 45.167°N 23.300°E
斯凱拉鄉（羅馬尼亞語：Comuna Schela, Gorj），是羅馬尼亞的鄉份，位於該國西南部，由戈爾日縣負責管轄，面積88平方公里，海拔高度362米，2007年人口1,878，人口密度每平方公里21人。